# مازدا
مازدا (ارمنی: Մազդա؛ زادهٔ ۱۹۲۸ - درگذشته ۱۴ مارس ۱۹۷۷) یک شاعر ارمنی‌تبار اهل ایران بود.

## زندگی‌نامه
وی با نام اصلی هارپیک تامارزیان (ارمنی: Հարփիկ Թամրազեան) در ۱۹۲۸ در قزوین به دنیا آمد و در ۱۹۳۱ به تهران نقل مکان نمود. تحصیلات ابتدایی در مدرسه داوتیان، مدرسه تمدن، مدرسه سپهر و مدرسه البرز و تحصیلات متوسطه در مدرسه فیروز بهرام فراگرفت. و از دانشگاه تهران فارغ‌التحصیل گشت. اولین آثارش در ۱۹۳۵ در ماهنامه نور هاسکر به چاپ رسید. وی عضو اتحادیه نویسندگان ارمنی تهران بود. وی در ۱۴ مارس ۱۹۷۷ در سن ۴۹ سالگی در تهران درگذشت.